# ريفا (سيارة سويدية)
كانت ريفا (وفقًا لبعض المصادر Reeva) عبارة عن سلسلة من السيارات التي صنعها دان ويربين و هولجر برانبي في ريفا جارد في السويد في منتصف الستينيات. كانا سيارتين رياضيتين من نوع كوبيه بمحرك بالوسط. تم تصنيع أول سيارة في عام 1964، وهي سيارة ريفا جي تي، من هيكل من الألياف الزجاجية على هيكل فولكس فاجن بيتل. تبعتها ريفا طراز GT Mk1 المزودة بمحرك VW 1200 ومزودة بمكابح سيارة بورش. تم صنع ثلاثسيارات طراز Mk1. كان طراز Mk II ذو أشكال أكثر تقريبًا، لكنه لا يزال يستخدم هيكل VW على شكل خنفساء. أنتجت الشركة وبيعت حوالي 20 سيارة، لكن لا توجد سيارات كاملة. بالنسبة لسيارة Mk III عام 1968، أرادوا إنتاج سيارة أكثر جاهزية. تم جعل الجسم أخفض وأعرض ولم يعد يستخدم هيكل الخنفساء، ولكن كان به هيكل مصنوع خصيصًا من أنابيب فولاذية. كان النموذج الأولي مدعومًا بمحرك بويك V8 سعة 3.5 لترًا، وكان التالي مزودًا بمحرك شيفروليه كورفيت 5.4 لتر، وكان الطراز الثالث مزودًا بمحرك أولدزموبيل V8 سعة 5.41 لترًا. ثم تغيرت قواعد السيارات المصنعة للهواة و غير محترفي القيادة في السويد واضطروا إلى إنهاء الإنتاج.
تم تعيين دان ويربين من قبل شركة فولفو في عام 1970. وفي عام 1973، أصبح رئيسًا لتخطيط المنتجات في شركة فولفو الأمريكية. كما عمل أيضًا على شاحنات فولفو ونماذج بعض السيارات  من فولفو مثل فولفو VESC.